# Пашинська Галина Захарівна
Галина Захарівна Пашинська (10 березня 1937, тепер Житомирська область — ?) — українська радянська діячка, заслужений вчитель Української РСР, вчителька Макарівської середньої школи Київської області. Депутат Верховної Ради УРСР 10-го скликання.

## Біографія
Батько загинув під час німецько-радянської війни.
У 1954 році закінчила середню школу.
Працювала секретарем у школі, з 1955 року — завідувач бібліотеки, вихователька Меленівського дитячого будинку Житомирської області.
З 1955 року навчалася заочно на філологічному факультеті Рівненського державного педагогічного інституту, здобула спеціальність вчителя російської мови та літератури.
У 1961—1965 роках — вчителька російської мови та літератури Макіївської середньої школи Білоцерківського району Київської області, вихователька інтернату.
З 1965 по 1996 рік — вчителька російської мови та літератури Макарівської середньої школи Макарівського району Київської області.
Потім — на пенсії в смт. Макарів Макарівського району Київської області.

## Нагороди
- знак «Відмінник народної освіти» (1977)
- заслужений вчитель Української РСР (1979)